# Veshtān
Veshtān (persiska: وشتان) är en ort i Iran.   Den ligger i provinsen Teheran, i den centrala delen av landet, 100 km öster om huvudstaden Teheran. Veshtān ligger 2 112 meter över havet och antalet invånare är 222.
Terrängen runt Veshtān är bergig åt sydväst, men åt nordost är den kuperad. Veshtān ligger nere i en dal. Runt Veshtān är det ganska glesbefolkat, med 23 invånare per kvadratkilometer. Närmaste större samhälle är Arjomand, 4,9 km norr om Veshtān. Trakten runt Veshtān består i huvudsak av gräsmarker.